# Lac-Mégantic
Lac-Mégantic – miasto w Kanadzie, w prowincji Quebec, w regionie Estrie i MRC Le Granit.
Zostało założone w 1885 r. Jego gospodarka opiera się na leśnictwie i turystyce.
Liczba mieszkańców Lac-Mégantic wynosi 5 967. Język francuski jest językiem ojczystym dla 96,0%, angielski dla 0,9% mieszkańców (2006).
Od 1989 r. jego miastem partnerskim jest Dourdan we Francji.